# الاهایزن
الهوایزن (به هلندی: Elahuizen) یک منطقهٔ مسکونی در هلند است که در گاسترلند واقع شده‌است. الهوایزن ۳۴۵ نفر جمعیت دارد.